# Symphodus rostratus
Il tordo musolungo (Symphodus rostratus Bloch, 1791, spesso noto con il sinonimo Crenilabrus scina) è un pesce osseo di mare appartenente alla famiglia Labridae.

## Distribuzione ed habitat
È endemico del mar Mediterraneo e della parte occidentale del mar Nero. Non è frequente nei mari italiani.
Si incontra principalmente nelle praterie di posidonia ma può vivere sui fondi rocciosi ad esse adiacenti.

## Descrizione
Tra tutti i Symphodus è quello più facilmente riconoscibile per il muso molto allungato ed il profilo della fronte visibilmente concavo.
La livrea è molto variabile. Il colore di fondo di solito è grigio, marrone chiaro o verdastro, sono presenti due fasce scure orizzontali che partono dall'occhio e arrivano all'incirca a metà del corpo. Queste striature possono essere suddivise in una serie di macchiette allineate così come macchie scure di varia forma, tonalità e dimensione possono essere presenti su tutto il corpo. Una fascia bianca sul profilo dorsale del muso arriva all'inizio della pinna dorsale. La livrea è talvolta verde acceso negli individui che vivono tra le posidonie, in questo caso di solito il colore è uniforme. L'iride dell'occhio è rossa o gialla.
La taglia non supera i 13 cm.

## Biologia
Vive fino a 4 anni. Questa specie ha la caratteristica di nuotare spesso in posizione obliqua con il muso rivolto all'ingiù. Tiene questa posizione anche durante il riposo notturno.

### Riproduzione
Si riproduce tra aprile e giugno. Il maschio prepara un nido di alghe in cui la femmina depone le uova che sono adesive.

### Alimentazione
Si ciba quasi esclusivamente di piccoli crostacei.

## Pesca
Si cattura assieme gli altri labridi con tramagli, nasse e lenze e le sue carni hanno lo stesso, scarsissimo, pregio commerciale.

## Acquariofilia
È assai ricercato dagli appassionati di acquari.

## Conservazione
La specie non è minacciata. Le popolazioni sono stabili e non mostrano segni di rarefazione.